# Villazanzo de Valderaduey
Villazanzo de Valderaduey es un municipio y lugar español de la provincia de León, en la comunidad autónoma de Castilla y León. Cuenta con una población de 368 habitantes (INE 2024).

## Geografía

### Ubicación
| Noroeste: Villaselán | Norte: Cea | Noreste: Pino del Río Fresno del Río |
| Oeste: Villaselán    |            | Este: Villota del Páramo             |
| Suroeste Cea         | Sur: Cea   | Sureste: Santervás de la Vega        |

## Demografía
Cuenta con una población de 368 habitantes (INE 2024).

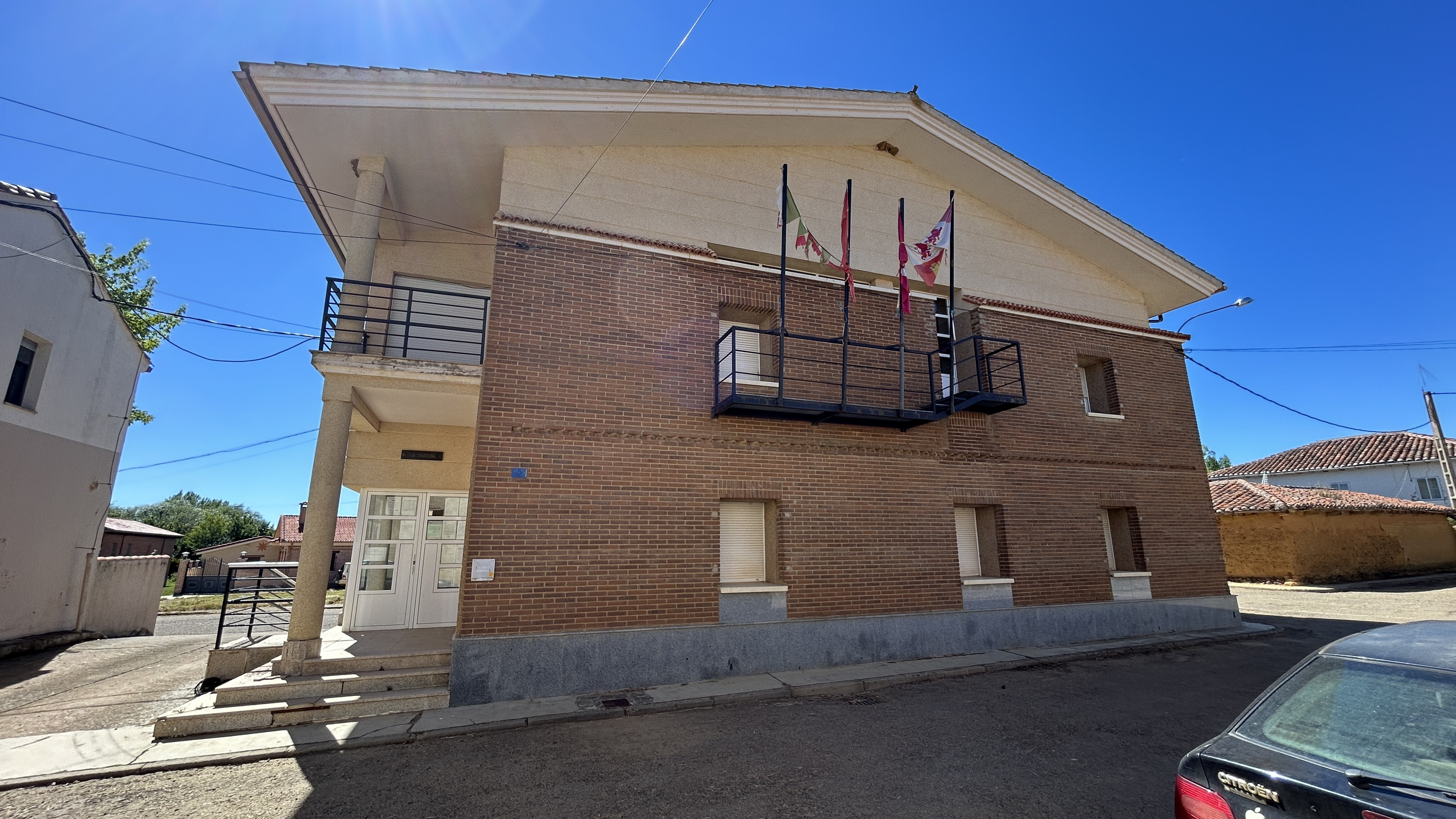
Ayuntamiento de Villazanzo de Valderaduey

| Gráfica de evolución demográfica de Villazanzo de Valderaduey entre 1842 y 2021                                       |
| |
| Población de derecho según los censos de población del INE. Población de hecho según los censos de población del INE. |